# Oyamada Nobushige
Oyamada Nobushige (小山田信茂?   1545 - 1582) fue un samurái japonés bajo las órdenes del clan Takeda durante el liderazgo de Takeda Shingen y posteriormente de Takeda Katsuyori.
Nobushige fue considerado como uno de los famosos Veinticuatro Generales de Takeda Shingen por sus habilidades militares, además de que estaba encargado del castillo Iwadono. Peleó durante las Batallas de Kawanakajima, la Batalla de Mikatagahara y la Batalla de Nagashino.
Oyamada traicionó al clan Takeda en 1582 pero fue asesinado por un oficial de Oda Nobunaga cuando llegó a su campamento.